# Swartberg
Les muntanyes Swartberg (en afrikaans Swartberge, que vol dir muntanya negra) són una serralada de la província del Cap Occidental de Sud-àfrica. Està compost per dues cadenes muntanyoses principals que discorren aproximadament de l'est a l'oest al llarg de la vora nord del semiàrid Petit Karoo. Al nord de la serralada es troba l'altra gran àrea semiàrida de Sud-àfrica, el Gran Karoo. La majoria de les muntanyes Swartberg superen els 2000 m d'alçada, cosa que les converteix en les muntanyes més altes del Cap Occidental. També és un dels més llargs, que abasta uns 230 km des del sud de Laingsburg, a l'oest, entre Willowmore i Uniondale, a l'est. Geològicament, aquestes muntanyes formen part del Cinturó de plegaments del Cap.
Gran part de Swartberg forma part del Patrimoni de la Humanitat de la UNESCO.

## Les dues àrees

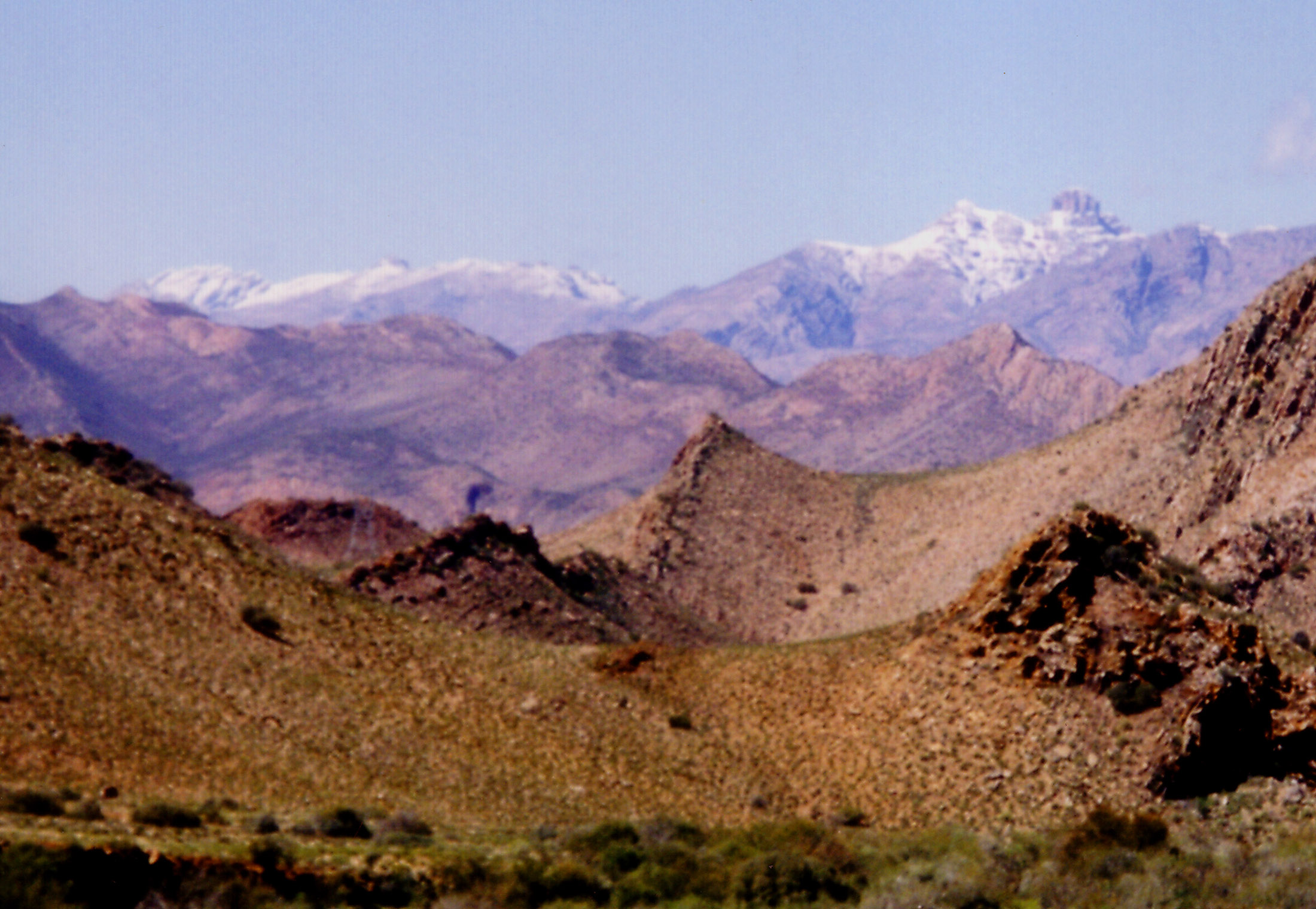
Petita (Klein) serralada Swartberg de la zona de Laingsburg

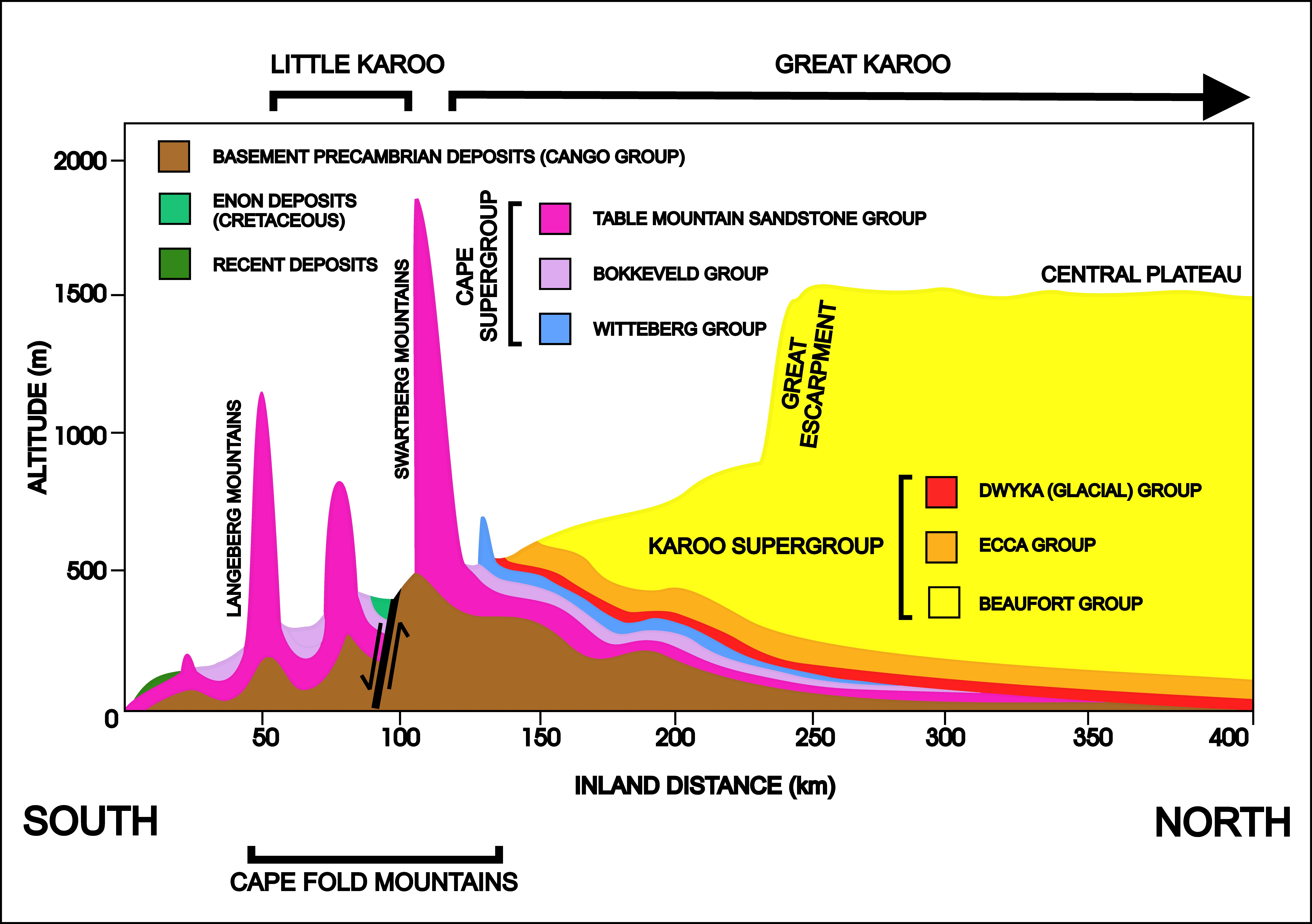
Una secció transversal esquemàtica de 400 km nord-sud a través de la porció sud del Cap Occidental, Sud-àfrica, prop de Calitzdorp al Petit Karoo (aproximadament 21° 30' E), que mostra la relació entre el Petit i el Gran Karoo, separats per la serralada Swartberg. La importància de les diverses capes geològiques (capes de colors) es pot trobar als articles del Supergrup del Karoo i del Cinturó de plegaments del Cap. La forta línia negra flanquejada per fletxes oposades és la falla que recorre prop de 300 km al llarg de la vora sud de les muntanyes Swartberg. La serralada de Swartberg deu una part de la seva gran alçada a l'elevació al llarg d'aquesta línia de falla. Les estructures del subsòl no estan a escala.

Swartberg consta de dues serralades oficialment anomenades, les Petites i les grans muntanyes Swartberg.

### Klein Swartberge
El Petit Swartberg és el més occidental de les dues. Irònicament, aquesta serralada és la més alta, que inclou el cim més alt de la província, Seweweekspoortpiek a 2325 m. El famós Towerkop s'alça sobre la ciutat de Ladismith del Klein Karoo a una alçada de 2189 m. El cim s'anomena així pel seu pic escletxa, que, segons la llegenda, va ser dividit per un encanteri i un posterior llamp.

### Groot Swartberge
El Gran Swartberg es troba a l'est, amb la línia divisòria entre les dues serralades pel riu Gamka, que talla un congost directament a través de la serralada. Aquest tram, gairebé d'una alçada similar, és lleugerament inferior en elevació, sent el Tierberg a 2132 m el més alt. Aquestes muntanyes són la llar de les coves Cango a les roques subterrànies de calcària exposades exposades per elevació al llarg d'una línia de falla de 300 km que recorre el flanc sud de les serralades Swartberg (vegeu el diagrama de l'esquerra). Aquests són el sistema subterrani més famós de Sud-àfrica, situat al nord d'Oudtshoorn.

## Colls de muntanya
Diversos colls de muntanya o collades tallen la serralada Swartberg, i són famosos principalment per l'espectacular geologia que diseccionen, així com per l'habilitat en enginyeria necessària per completar-ne diverses rutes.

### Meiringspoort (1858)

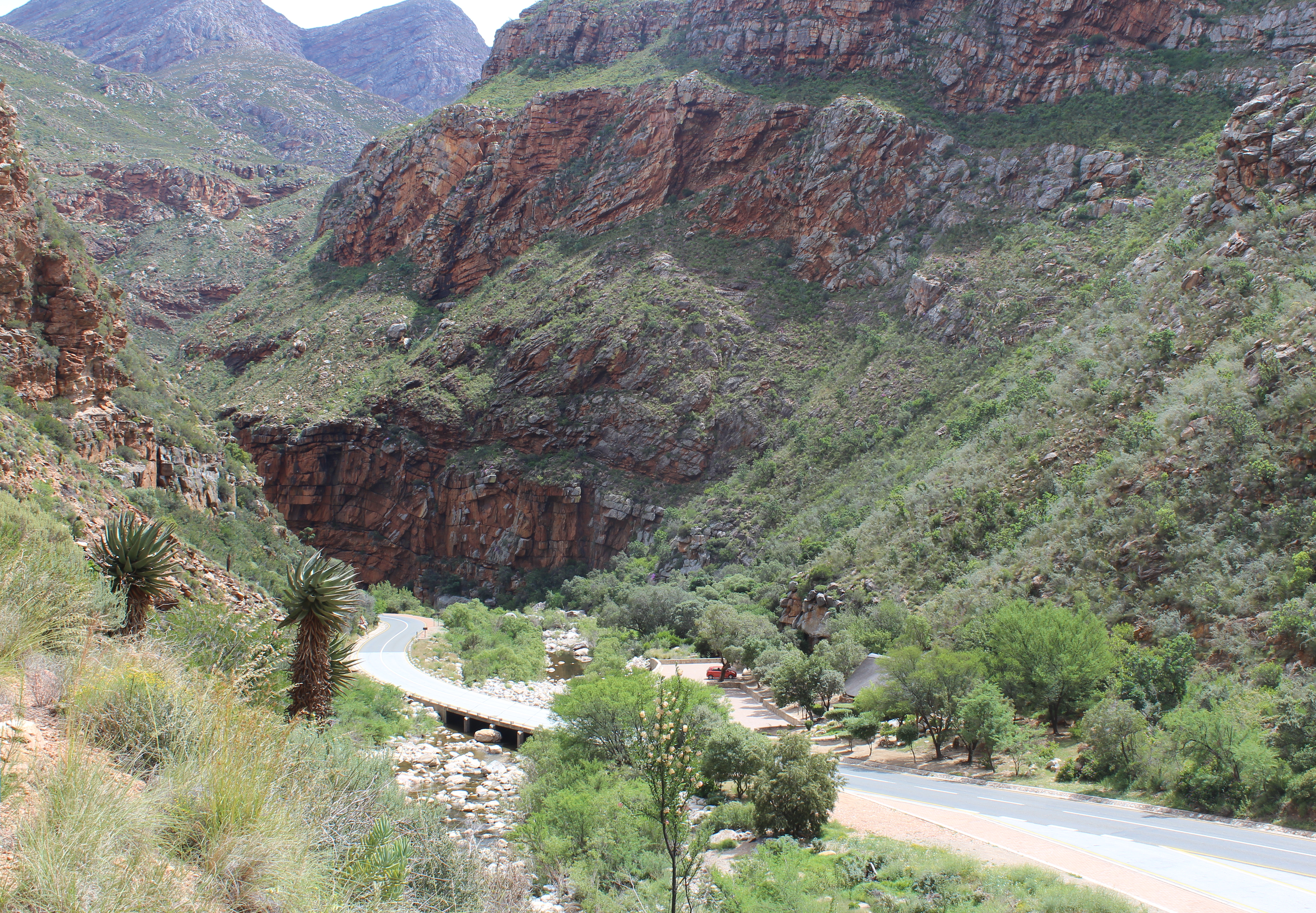
Vista de la collada Meiringspoort

Fins que no es va tallar el primer pas, aquestes muntanyes eren pràcticament insalvables i van tallar el Gran Karoo del Petit Karoo i de la costa. John Molteno, home de negocis de Beaufort West (i posteriorment primer ministre) va examinar per primera vegada la serralada per obtenir un indret de pas amb Andrew Bain, Thomas Bain. Van sortir de Beaufort West a cavall, el 1854, per fer un viatge d'una setmana per creuar la serralada i planificar les rutes.
La collada es va tallar i el recorregut es va completar en només 223 dies hàbils, que van constituir una de les gestes d’enginyeria més extraordinàries de l’època. També va suposar un gran pas econòmic per a l'interior de la colònia del Cap. Per exemple, el 1870, una vuitena part de les exportacions de llana del país van passar per Meiringspoort.
Meiringspoort proporciona trànsit per carretera pavimentada a través de la serralada Swartberg, utilitzant la ruta en gran part tallada per un riu. El poort connecta la ciutat de De Rust al sud, amb la ciutat de Klaarstroom al nord. També ofereix un viatge espectacular a través d’increïbles formacions rocoses i és l'escenari d’una mitja marató anual que finalitza a la ciutat de De Rust. Les modernes incorporacions signifiquen que diverses collades diferents ara tallen diferents rutes per la serralada.

### Seweweekspoort (1862)
Aquest pas o collada, a l'extrem oest al Klein Swartberge, connecta la moderna ciutat de Laingsburg i el "pas Rooinek" al nord, amb el Petit Karoo al sud.
Va ser construït inicialment exclusivament per un equip de condemnats sense enginyers. Es va iniciar el 1859 i finalment l’obra va ser assumida per Adam de Schmidt. Es va acabar i es va obrir el 1862.

### Coll de Swartberg (1888)

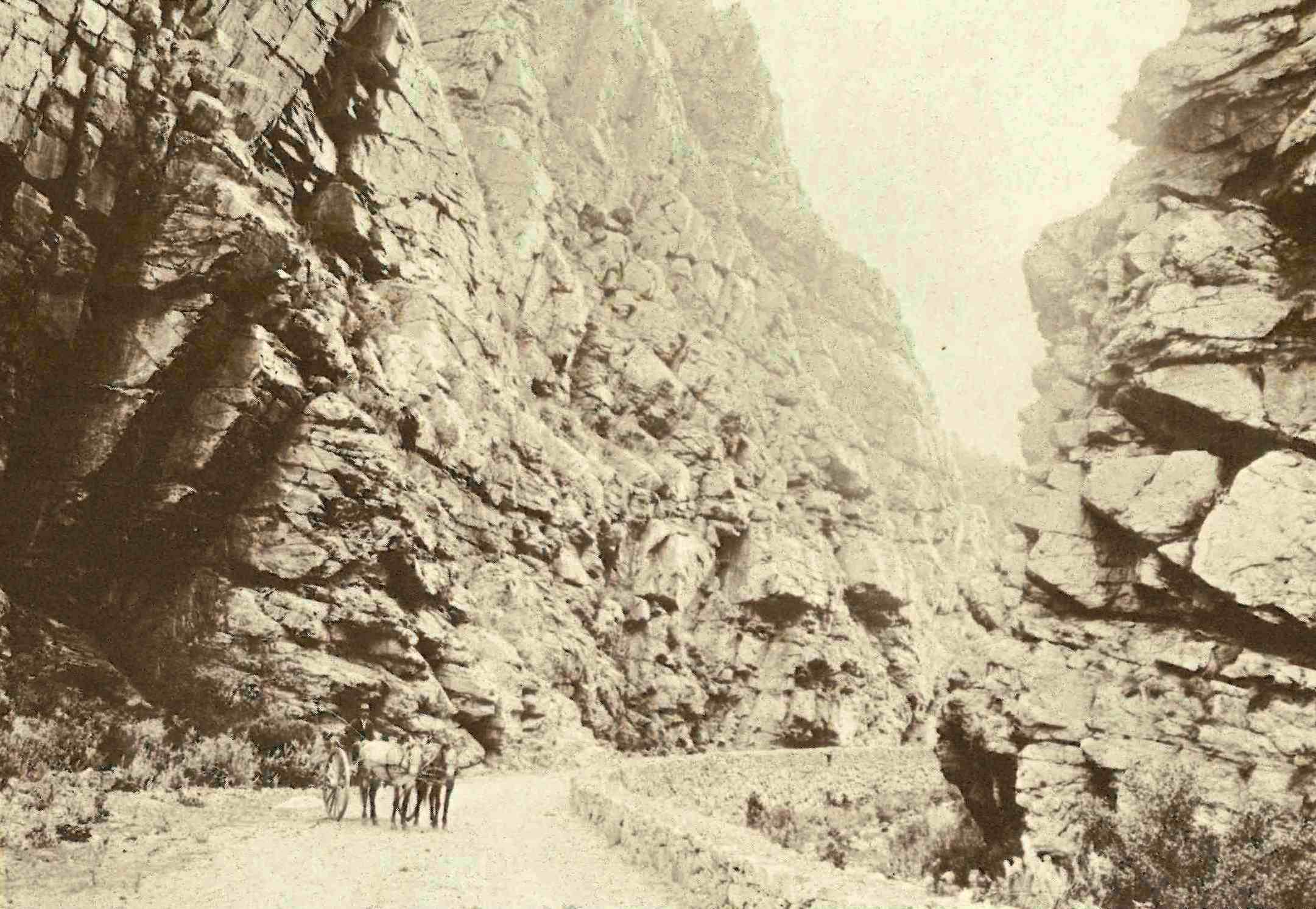
El coll de Swartberg, poc després de ser tallat

El més famós de tots és el coll Swartberg, que discorre entre Oudtshoorn al sud i Prince Albert al nord.
El coll Swartberg va ser construït per Thomas Bain, fill del famós Andrew Geddes Bain que va construir el coll Kloof de Bain i molts més. Va ser construït amb mà d'obra per condemnats i es va obrir el 10 de gener de 1888.
El coll no està asfaltat i pot ser traïdor després de la pluja, però té vistes sobre el Petit Karoo i el Gran Karoo al nord, a més d'una geologia inusual. Swartberg és considerat com una de les "millors cadenes muntanyoses de plegaments exposats del món", i això és evident a l'extrem nord del coll. La vida vegetal al llarg del coll és particularment interessant, ja que es troben centenars d'espècies a Swartberg. També és destacable el treball de pedra seca que suporta alguns dels seus revolts de forquilla.
El trànsit per carretera pavimentat a través de Swartberg està disponible més a l'est, a través del Meiringspoort.
A prince Albert acull la mitja marató anual del coll Swartberg. El recorregut de la cursa surt de la ciutat fins al coll Swartberg, amb roques i muntanyes a banda i banda. Les formacions rocoses deformades i retorçades són alhora boniques i espectaculars.
Aquesta cursa se celebra normalment el primer dissabte de maig, coincidint amb la Festa de l'Oliva.

## Galeria del coll Swartberg

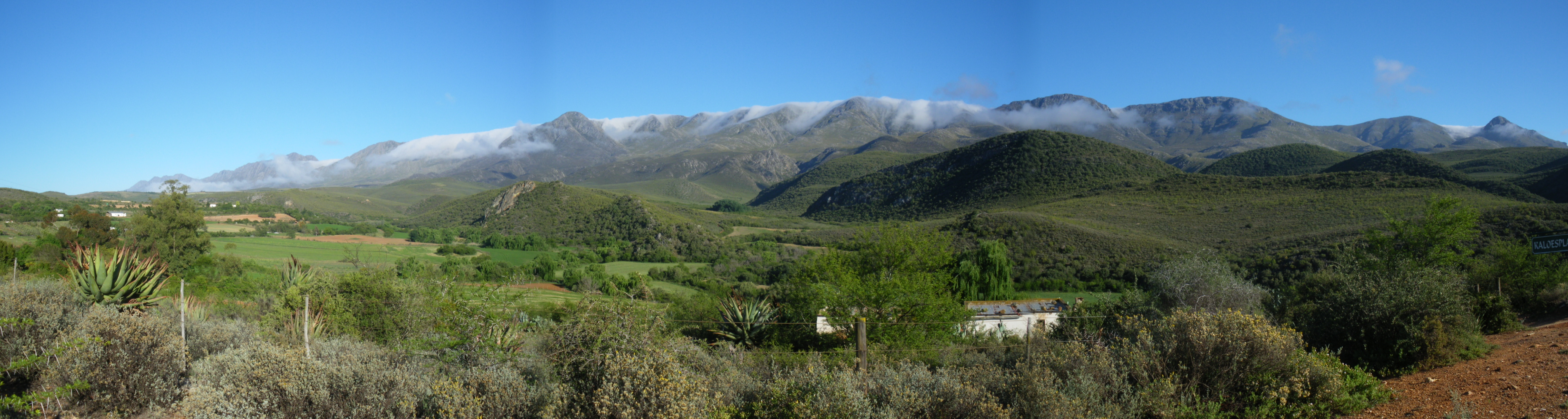
El Gran Swartberg

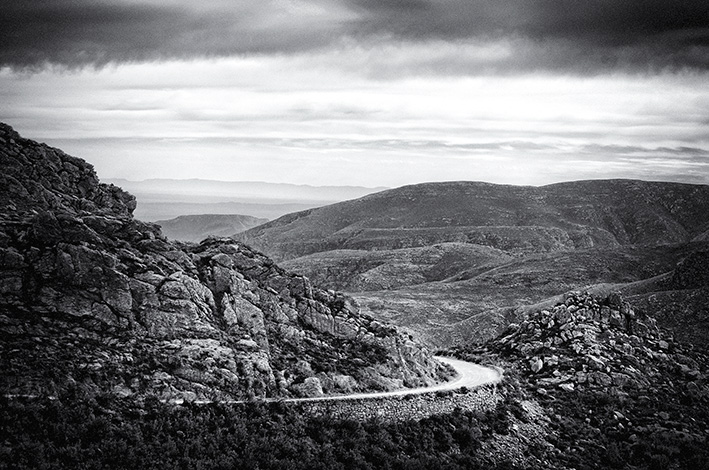
Coll Swartberg
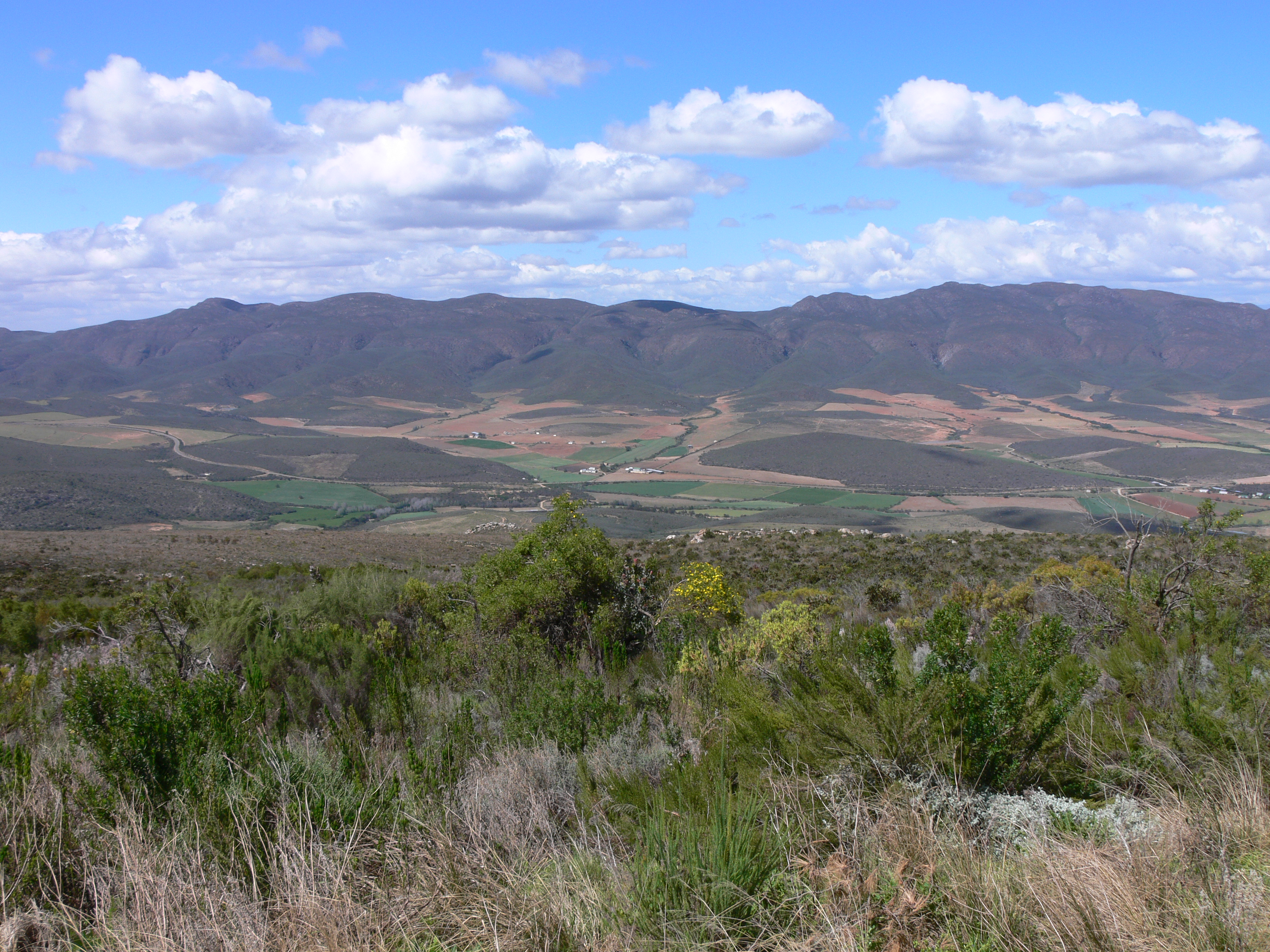
Muntanyes Swartberg
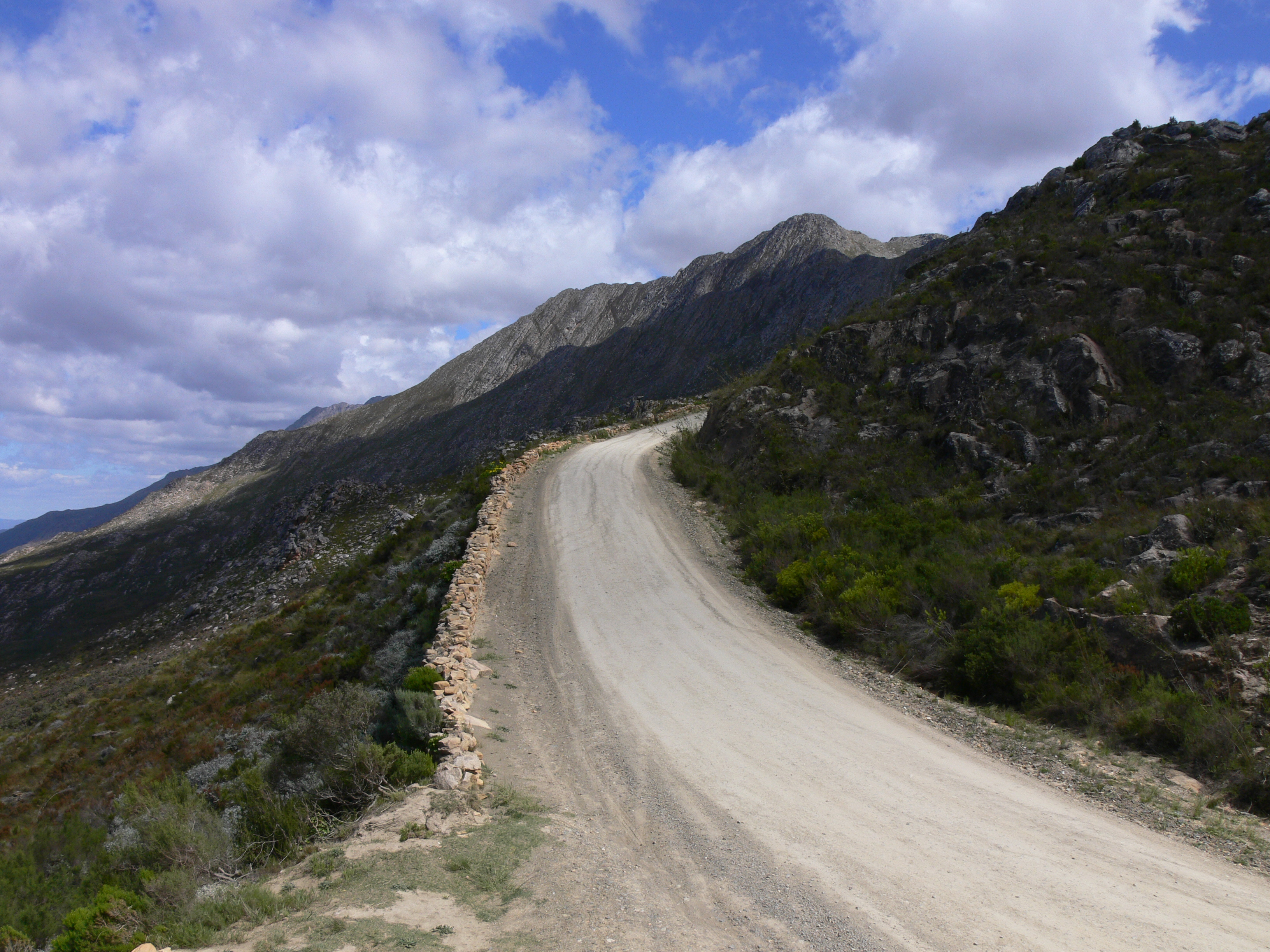
Part del coll Swartberg
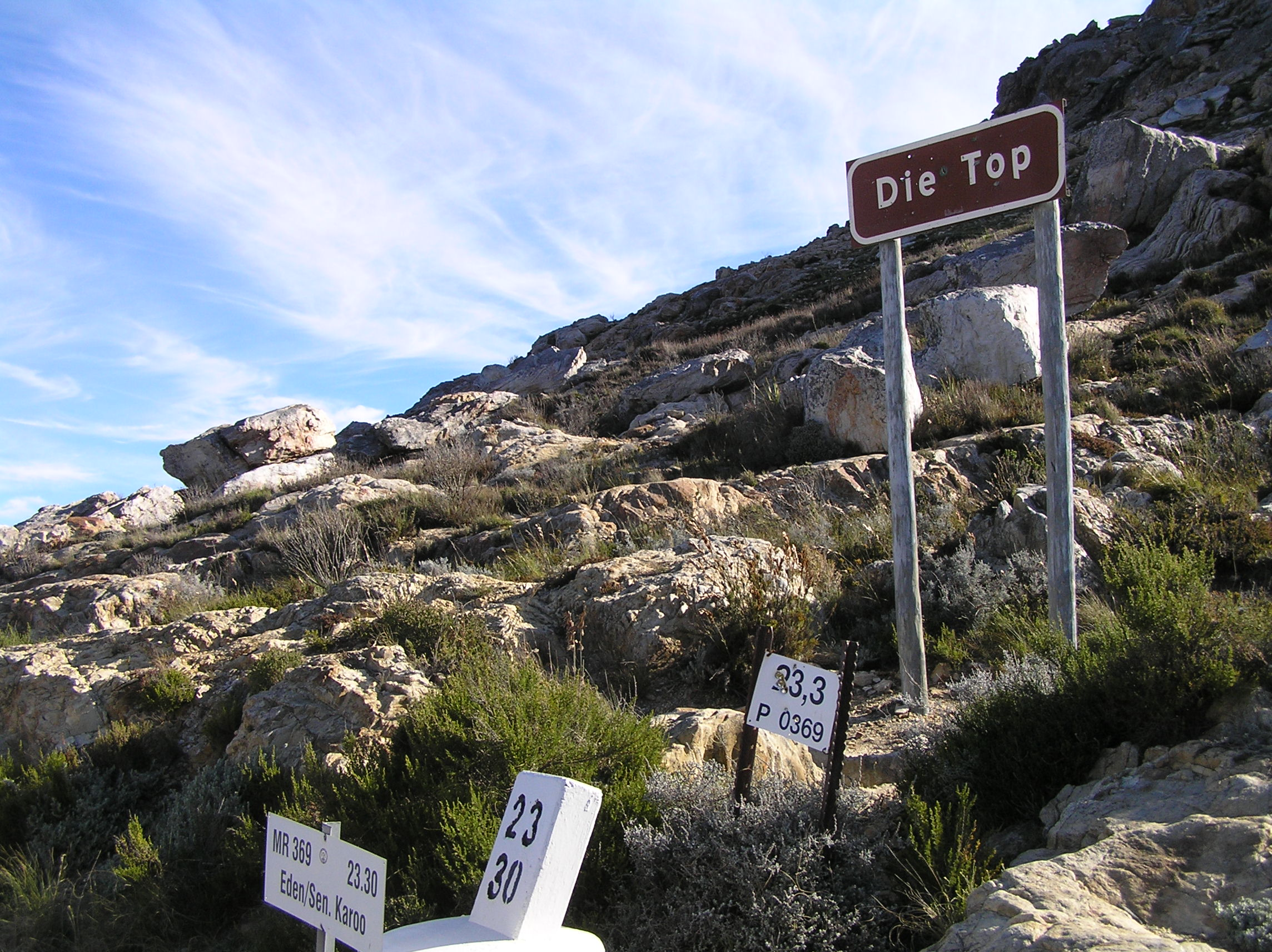
El cim del coll (2004)
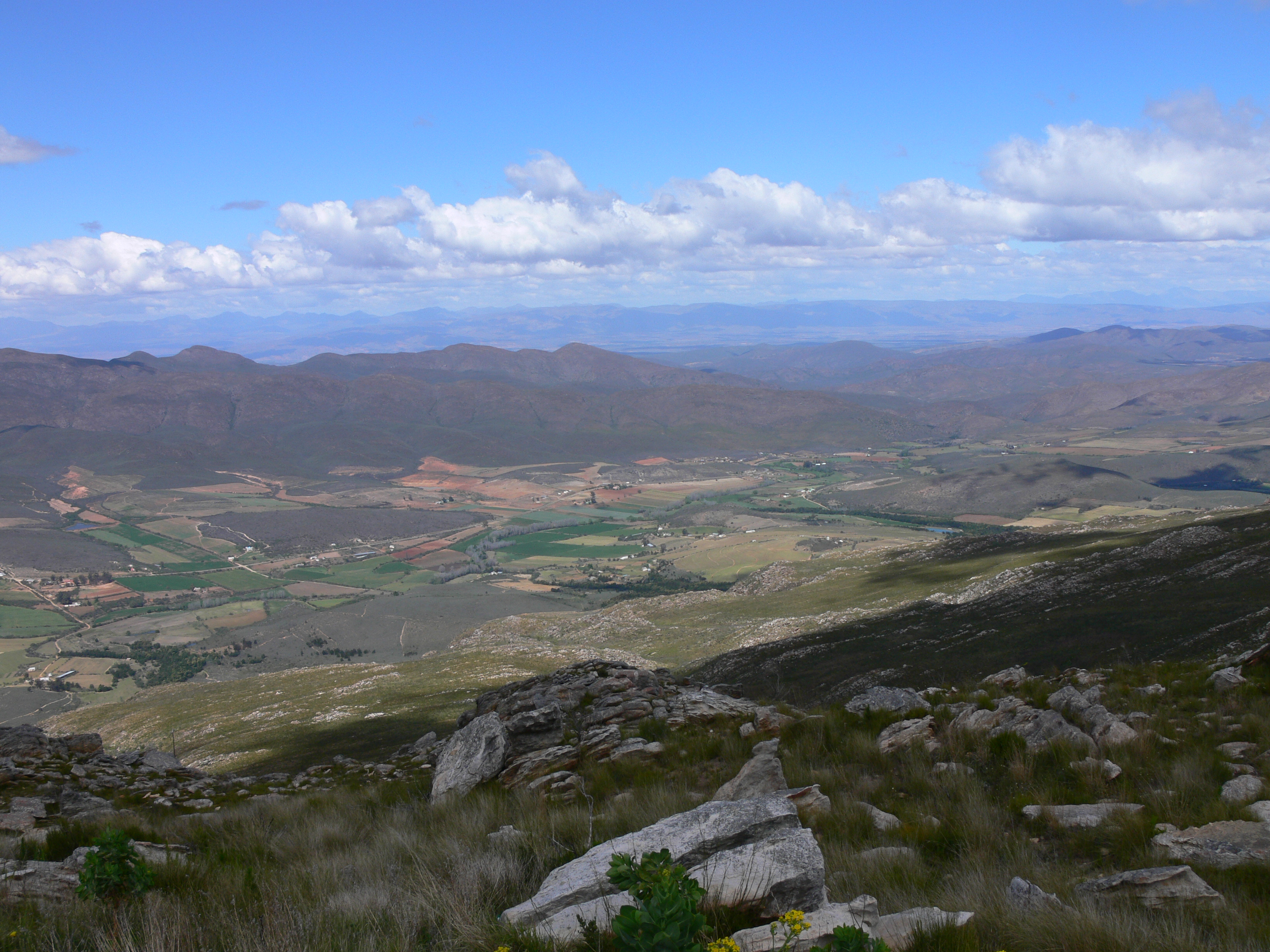
Vista del coll
Formacions rocoses